# Bairds näbbval
Bairds näbbval (Berardius bairdii) är en art i familjen näbbvalar (Ziphiidae) som förekommer i norra Stilla havet. Djuret är uppkallat efter den amerikanska zoologen Spencer Fullerton Baird.

## Utseende och anatomi
Valens huvud kännetecknas av en hög böjd hjässa och en långdragen nos. Underkäken är längre än överkäken och därför syns två av underkäkens fyra tänder när munnen är stängd. Kroppen har enhetlig en mörkgrå färg, bara vid undersidan kan finnas några ljusa fläckar. Bröstfenorna är små och ligger långt framme på kroppen. Liksom andra näbbvalar har arten en trekantig ryggfena som sitter på överkroppens baksida. Stjärtfenans bakre kant är nästan rak. Honor blir lite större än hannar. De når i genomsnitt en kroppslängd på 11 meter (i undantagsfall upp till 13 meter) medan hannar vanligen blir 10 meter långa. Honornas vikt uppgår till 15 ton. Så är bairds näbbval efter kaskeloten den näst största tandvalen.

## Utbredning och habitat
Denna tandval lever i norra Stilla havet ungefär från 30:e breddgraden norrut. Utbredningsområdet sträcker sig från Japanska havet och Ochotska havet till södra Alaska och Kalifornien. Vid halvön Baja California ligger levnadsområdets sydligaste punkt. Bairds näbbval vistas främst i det öppna havet längre bort från kusterna där havets djup är större än 1 000 meter.

## Levnadssätt
Bairds näbbval bildar flockar med vanligen 6 till 30 individer, ibland upp till 50 individer. Födans sammansättning är beroende på levnadsområde och skiljer sig mellan sydliga och nordliga trakter. Allmänt äter valen fiskar, bläckfiskar och andra ryggradslösa havsdjur. Arten har bra förmåga att dyka. Den stannar ibland 70 minuter under vattenytan och registrerades vid ett djup på 3 000 meter.
Hannar strider för rätten att para sig och använder därför sina tänder. Parningen sker vanligen under sommaren och efter 17 månaders dräktighet föder honan vanligen ett enda ungdjur. Ungen är vid födelsen cirka 4,5 meter lång och blir könsmogen när den når en längd på 9,5 till 10 meter. Livslängden uppskattas med 70 år. Vissa individer blev upp till 84 år gamla.

## Bairs näbbval och människor
Under 1900-talet jagades arten främst av Japan och i viss mån även av Sovjetunion, Kanada och USA. Antalet fångade djur var obetydlig jämförd med andra valarter då arten allmänt är sällsynt. Det största antalet räknades 1952 med ungefär 320 individer. Sedan 1977 är jakten på Bairds näbbval helt förbjuden. Bara japanska myndigheter tillåter årligen en kvot på 60 individer och anger forskning som syfte. Hela beståndets storlek är okänd men uppskattas med några tusen individer.